# Arroyo de la Charqueada
Der Arroyo de la Charqueada ist ein Fluss im Norden Uruguays.
Der in der Cuchilla de Belén im Grenzgebiet der uruguayischen Departamentos Artigas und  Salto entspringende Fluss fließt von dort nach Nordosten. Er mündet als linksseitiger Nebenfluss nördlich von Paso de Segundo in den Arroyo Maneco.